# El Molinar
Es Molinar
El Molinar, également nommé en catalan majorquin Es Molinar, est un quartier de la ville de Palma, à Majorque, dans les Îles Baléares, en Espagne.
Originellement quartier ouvrier et village de pêcheur, il est un haut lieu de la résistance, notamment des femmes, pendant la guerre d'Espagne, avec le groupe des Roges des Molinar.
Doté d'une plage, il est devenu aujourd'hui un quartier plutôt bohème, touché par la gentrification et très fréquenté par les touristes internationaux.

## Géographie
Le quartier se situe à 4 kilomètres à l'est du centre de Palma et accueille l'une des plages touristiques célèbres de la ville.

## Histoire

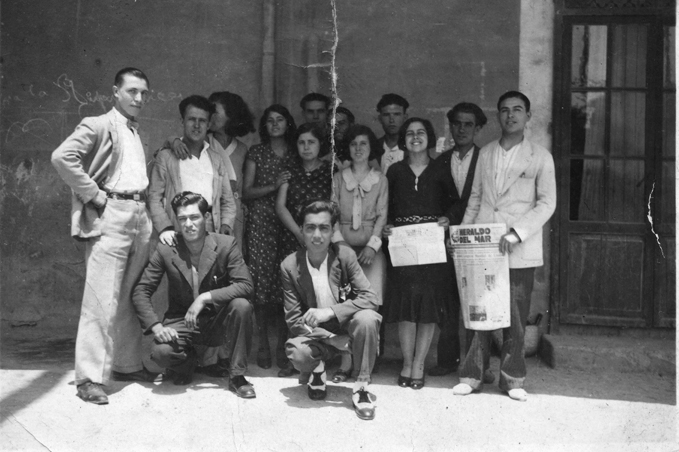
Photographie des républicains du quartier du Molinar. Aurora Picornell est la troisième, à droite.

Dans l'histoire européenne du xxe siècle, ce quartier de Palma est connu par la résistance des femmes républicaines espagnoles, assassinées lors du massacre des Roges des Molinar par les nationalistes espagnols.

### Personnalités de la Seconde république espagnole et de la résistance contre le franquisme
Les figures du quartier d'El Molinar demeurent célèbres dans l'histoire de la guerre d'Espagne : 
- Catalina Flaquer et ses filles[6], Antònia Pascual Flaquer et Maria Pascual Flaquer;
- Belarmina González Rodríguez, militante communiste ;
- Aurora Picornell, dite La Pasionaria de Mallorca[7].

## Personnalités célèbres
- Les cinq femmes résistantes du groupe des Roges des Molinar pendant la guerre d'Espagne :
  - Aurora Picornell (1912-1937)
  - Catalina Flaquer (1876-1937)
  - Antònia Pascual Flaquer (1903-1937)
  - Maria Pascual Flaquer (1914-1937)
  - Belarmina González Rodríguez (1914-1937)